# Daniel Hooker
Daniel "Dan" Hooker, född 13 februari 1990 i Auckland, är en nyzeeländsk MMA-utövare som sedan 2014 tävlar i organisationen Ultimate Fighting Championship.